# 叙拉 (多姆山省)
叙拉（法語：Surat，法語發音：[syʁa] ⓘ）是法国多姆山省的一个市镇，属于里永区。

## 地理
叙拉（45°56'15"N, 3°15'16"E）面积8.73 平方千米，位于法国奥弗涅-罗讷-阿尔卑斯大区多姆山省，该省份为法国中南部省份，北起阿列省接壤，东临卢瓦尔省，南至上盧瓦爾省和康塔爾省，西接科雷兹省和克勒兹省。
与叙拉接壤的市镇（或旧市镇、城区）包括：蒂雷、莫尔日河畔马特尔、圣安德烈勒科克、圣伊尼亚、萨尔东。
叙拉的时区为UTC+01:00、UTC+02:00（夏令时）。

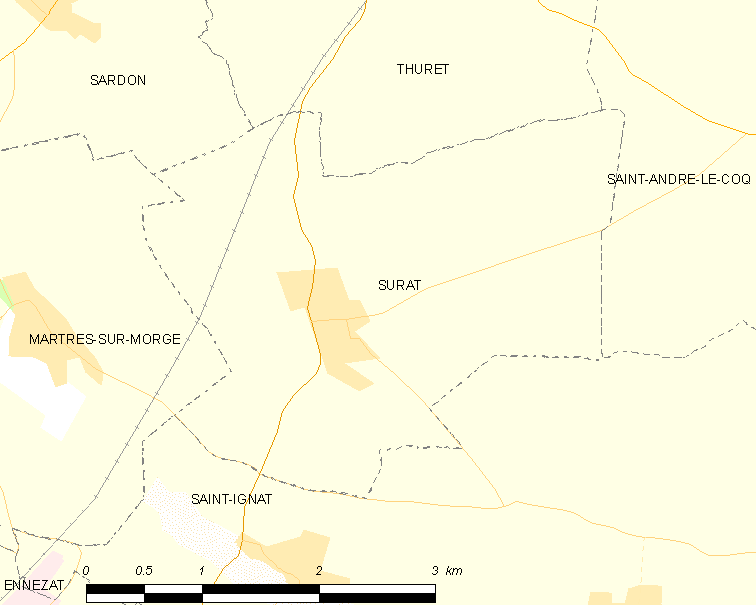
叙拉的OSM定位图

## 行政
叙拉的邮政编码为63720，INSEE市镇编码为63424。

## 政治
叙拉所属的省级选区为艾格佩斯县。

## 人口

1962-2008年间叙拉人口变化图示

叙拉于2022年1月1日时的人口数量为611人。